# لئو ویلکنز
لئو ویلکنز (انگلیسی: Leo Wilkens؛ ۲۵ نوامبر ۱۸۹۳ – ۴ ژانویه ۱۹۶۷ (aged 73)) ورزشکار روئینگ اهل سوئد بود.
وی در مسابقات کشوری و بین‌المللی در مجموع برندهٔ ۱ مدال نقره شده‌است.